# Juncus crassistylus
Juncus crassistylus är en tågväxtart som beskrevs av Aimée Antoinette Camus. Juncus crassistylus ingår i släktet tåg, och familjen tågväxter. Inga underarter finns listade i Catalogue of Life.